# Majisuka Gakuen
Majisuka Gakuen (яп. マジスカ学園 Мадзиска Гакуэн, Школа «Мадзиска») — японский 12-серийный телесериал (дорама). В фильме снимались участницы японской идол-группы AKB48. Премьерный показ состоялся на канале TV Tokyo с 8 января по 26 марта 2010 года.
23 января 2011 года на концерте «AKB48 100 Request Hour Set List Best» группы AKB48 был анонсирован сиквел «Majisuka Gakuen 2».

## Сюжет
На первый взгляд кажущаяся недотрогой Ацуко Маэда переходит в школу для девочек «Мадзиска» и оказывается на арене постоянных кровавых разборок между ученицами. Сначала обособленная, постепенно она обретает боевых подруг.

## Актёры

### В главных ролях
- Ацуко Маэда (яп. 前田敦子) (AKB48 Team A) — Ацуко Маэда
- Натю (Nachu) (яп. なちゅ) (SDN48) — Дарума Онидзука (яп. 鬼塚だるま)

### Школьный духовой оркестр «Раппаппа»
(яп. ラッパッパ)
- Юко Осима (яп. 大島優子) (AKB48 Team K) — Юко Осима
- Марико Синода (яп. 篠田麻里子) (AKB48 Team A) — Садо (яп. サド)

3 класс
- Томоми Итано (яп. 板野友美) (AKB48 Team K) — Сибуя (яп. シブヤ)
- Юки Касиваги (яп. 柏木由紀) (AKB48 Team B) — Black (яп. ブラック)
- Рэна Мацуи (яп. 松井玲奈) (SKE48 Team S) — Гэкикара (яп. ゲキカラ)
- Харуна Кодзима (яп. 小嶋陽菜) (AKB48 Team A) — Торигоя (яп. トリゴヤ)

1 класс
- Саяка Накая (яп. 仲谷明香) (AKB48 Team A) — Анимэ (Аниме) (яп. アニメ)
- Мику Танабэ (яп. 田名部生来) (AKB48 Team K) — Jumbo (яп. ジャンボ)
- Руми Ёнэдзава (яп. 米沢瑠美) (AKB48 Team K) — Rice (яп. ライス)
- Харука Катаяма (яп. 片山陽加) (AKB48 Team A) — Сёва (яп. 昭和)

### Женская школа «Мадзиска»
Team Hormone (яп. チームホルモン)
- Рино Сасихара (яп. 指原莉乃) (AKB48 Team A) — Ота (Wota) (яп. ヲタ)
- Риэ Китахара (яп. 北原里英) (AKB48 Team B) — Унаги (яп. ウナギ)
- Аки Такадзё (яп. 高城亜樹) (AKB48 Team A) — Акитя (яп. アキチャ)
- Моэно Нито (яп. 仁藤萌乃) (AKB48 Team K) — Bungy (яп. バンジ)
- Мика Комори (яп. 小森美果) (AKB48 Team B) — Мукути (яп. ムクチ)

2 класс, Сёстры Кабуки
- Томоми Касай (яп. 河西智美) (AKB48 Team B) — Окабуки (яп. 大歌舞伎) (Эп. 2, 7—12)
- Асука Курамоти (яп. 倉持明日香) (AKB48) — Кокабуки (яп. 小歌舞伎) (Эп. 2, 7—12)

1 класс, Сёстры Ямахадзи
- Михо Миядзаки (яп. 宮崎美穂) (AKB48 Team B) — Мяо, старшая дочь (яп. みゃお) (Эп. 4, 12)
- Айка Ота (яп. 多田愛佳) (AKB48 Team A) — Рабутан (Lovetan), вторая дочь (яп. らぶたん) (Эп. 4, 12)
- Манами Оку (яп. 奥真奈美) (AKB48 Team B) — Манамана, третья дочь (яп. まなまな) (Эп. 4, 12)

Другие ученики
- Саэ Миядзава (яп. 宮澤佐江) (AKB48 Team K) — Гакуран (яп. 学ラン) (Эп. 3, 7—12)
- Саяка Акимото (яп. 秋元才加) (AKB48 Team K) — Тёкоку (яп. チョウコク) (Эп. 5, 7—12)
- Маю Ватанабэ (яп. 渡辺麻友) (AKB48 Team B) — Нэдзуми (яп. ネズミ) (Эп. 3—6, 8—12)
- Минами Минэгиси (яп. 峯岸みなみ) (AKB48 Team K) — в роли самой себя (Эп. 5, 12)
- Куми Ягами (яп. 矢神久美) (SKE48 Team S) — Dance (яп. ダンス) (Эп. 6, 12)
- Дзюрина Мацуи (яп. 松井珠理奈) (SKE48 Team S) — Center (яп. センタ) (Эп. 6, 12)
- Эрэна Оно (яп. 小野恵令奈) (AKB48 Team K) — Эрэна (яп. エレナ) (Эп. 8—12)
- Сидзука Оя (яп. 大家志津香) (AKB48 Team K) — Мики (яп. ミキ) (Эп. 8—12)

Учителя
- Эри Фусэ (яп. ふせえり) — Юрико Нодзима (яп. 野島百合子)
- Сусуму Кобаяси (яп. 小林すすむ) — Куки (яп. クウキ)
- Тору Тэдзука (яп. 手塚とおる) — Кикэн (яп. キケン)

### Женская школа «Ябакунэ»
- Адзя (яп. あじゃ) — директор школы
- Нацу Андо (яп. 安藤なつ) — Мигиудэ (яп. ミギウデ)
- Амина Сато (яп. 佐藤亜美菜) (AKB48 Team B) — Тихару (яп. チハル)
- Юкари Сато (яп. 佐藤由加理) (SDN48) — Санаэ (яп. サナエ)

### Семья Маэда
- Масахиро Комото (яп. 甲本雅裕) — Ёсиро Маэда (отец Маэды) (яп. 前田芳郎)
- Сава Судзуки (яп. 鈴木砂羽) — Сасико Маэда (мать Маэды) (яп. 前田幸子)

### В других ролях
- Минами Такахаси (яп. 高橋みなみ) (AKB48) — Минами (Эп. 9—10, 2—8 и 12 камео)